# The Teacher's Pet
The Teacher's Pet es una investigación de podcast del crimen no ficticio australiano de 2018 sobre la desaparición de Lynette Dawson . Publicado por el periódico The Australian, el podcast fue presentado por el periodista Hedley Thomas y producido por Slade Gibson. Se descargó 28 millones de veces y alcanzó el número uno en las listas de pódcast en Australia, el Reino Unido, Canadá y Nueva Zelanda.

## Podcast
Lynette Dawson era una ama de casa y madre australiana. Desapareció sin dejar rastro en 1982 y su paradero, viva o muerta, nunca se ha determinado. El podcast de Teachers Pet investiga los detalles de su matrimonio con el jugador de la liga de rugby y profesor Chris Dawson, su desaparición, un romance extramarital entre Chris Dawson y una niña de 16 años de edad, denuncia de conducta sexual inapropiada entre maestros y estudiantes en Cromer High y otras escuelas secundarias públicas de Northern Beaches, fallos en la investigación policial, los efectos en las familias involucradas y la falta de voluntad de la Oficina del Director de la Fiscalía para acusar a Dawson a pesar de dos investigaciones indagatorias que concluyeron que Lynette Dawson estaba muerta y la mayoría determinó que probablemente fue asesinada por su esposo.
La serie comenzó en mayo de 2018 y el podcast principal concluyó en agosto de 2018 después de 14 episodios. Al anunciar el episodio final, Thomas declaró que "el trabajo de investigación y presentación de informes se ha realizado en gran medida al examinar y sacar a la luz las nuevas prueban que existen", y agregó que se producirían más episodios cuando se explorasen por completo las nuevas pruebas. Se agregaron otros dos episodios a fines de 2018; el primero cubrió una nueva excavación en busca de pruebas en la antigua casa de los Dawson en Bayview, y el segundo episodio adicional detalló el arresto de Chris Dawson el 5 de diciembre de 2018 por parte de detectives del escuadrón de homicidios de Queensland. Dawson fue extraditado a Sídney, y el 17 de diciembre de 2018 salió en libertad bajo fianza de 1.5 millones de dólares australianos.
Hedley Thomas creó el podcast y la serie fue producida por Slade Gibson, exguitarrista de la banda de rock Savage Garden .
Siguiendo el consejo de la Oficina del Director de Procesamientos Públicos de Nueva Gales del Sur, y en aras de un juicio justo, The Australian retiró la descarga de The Teachers Pet en Australia en abril de 2019, antes del próximo juicio.

## Reacción al podcast
A pesar de que los jueces del premio Walkley declararon que el podcast era una "clase magistral en periodismo de investigación", en un artículo para Inside story, el profesor de la Facultad de Derecho de Melbourne, Jeremy Gans, declaró que "Según las pruebas admisibles, el caso del podcast es aún menos convincente" y atribuyó cualquier nueva pista a la popularidad y la publicidad generada por The Teacher's Pet, más que a cualquier investigación realizada por el podcast. El Sydney Morning Herald informó que una fuente policial declaró "que" el 100 por ciento "de la razón de la nueva excavación fue la presión pública que se produjo después de la emisión del  podcast y la presión de los medios de comunicación que trataron posteriormente el caso y por  el interés público del caso", pero "los testigos han dicho a la policía y al podcast dos versiones diferentes de los hechos "y que" parte de la información utilizada en el podcast proviene de un vidente ". El ABC también informó que fuentes policiales negaron que la investigación de The Teacher's Pet llevara al arresto de Chris Dawson.
En julio de 2018, la policía comenzó a investigar las denuncias de agresiones sexuales y las relaciones entre estudiantes y maestros en las escuelas secundarias mencionadas en el podcast, y ha alentado a más mujeres a presentarse para aportar pruebas. Mientras atribuía a The Teachers Pet que hubiera contribuido a que se realaizasen investigaciones sobre el posible abuso, The Sydney Morning Herald comentó después del arresto de Dawson que la popularidad y la naturaleza sesgada del podcast pondrían en peligro cualquier condena, ya que la defensa tenía un "argumento convincente de que su cliente tiene pocas posibilidades de recibir un juicio justo ". La serie ha tenido más de 28 millones de descargas, fue el podcast australiano número uno y también alcanzó el número uno en el Reino Unido, Canadá y Nueva Zelanda. Tanto Thomas como Gibson ganaron los Premios Gold Walkley por The Teacher's Pet .